# Végítélet (regény)
A Végítélet (The Stand) Stephen King amerikai író eredetileg 1978-ban megjelent regénye, amely rövidítetlen, kissé átdolgozott formában 1990-ben jelent meg (The Stand. The Complete & Uncut Edition). Magyarul először az Európa Könyvkiadónál jelent meg a regény, Bihari György fordításában, 2001-ben. Magyar nyelven csak a bővített kiadás jelent meg.

## Cselekmény
|  | Alább a cselekmény részletei következnek! |

1990 nyarán elszabadul egy halálos vírus, amelyet az amerikai hadsereg fejlesztett ki. A vírus, amely szuper influenzaként vagy Gikszer Kapitányként válik ismertté, gyors ütemben terjed, és szinte egy szempillantás alatt megsemmisíti az Egyesült Államok (és a Föld) lakosságának nagy részét.
Az emberiség csupán egy kis csoportja éli túl a halálos kórt; ezek az emberek valamilyen oknál fogva rezisztensnek tűnnek. De ez a kis csoport sem egységes: az egyik fele egy 108 éves, nyájas nénit szeretne követni valahová Nebraskába, a másikat pedig egy szörnyűséges lény vonz „a bűn városába”, Las Vegasba. Természetesen ez a felosztás legfőképpen a véletlen folytán történik – valakik az idős néniről, Abagail anyáról, mások pedig a sötét emberről álmodnak, aki most épp Randall Flaggnek nevezi magát.
Miután letelepednek Boulderben, Abagail anya csoportjának legfőbb feladata és gondja egy újból működőképes társadalom létrehozása: el kell temetni a holtakat, helyre kell állítani az áramszolgáltatást, és új kormányt kell alakítani. A közösség napról napra növekedik.
A másik oldalnak a jelek szerint kevesebb a gondja: Las Vegas, a Nyugat, a végső összetűzésre készül a Kelettel szemben – fegyverkezik és katonákat képez ki. Az emberek hallgatnak a mesterükre, mert aki nem teszi, annak súlyos árat kell fizetnie.
A két fél közti végső ütközet elkerülhetetlennek tűnik, de a Keletnek még a tél beköszönte előtt információt kell szereznie a Nyugat valódi terveivel kapcsolatban. Így aztán útnak indul három felderítő, hogy véghezvigye ezt a különösen veszélyes küldetést. Nem sokkal később négy további ember követi őket, mert Abagail anya így rendelkezett. A Nyugatnak is megvan azonban a maga felderítője Boulderban: maga a sötét ember. És persze ott van még két boulderi lakos, Harold Lauder és Nadine Cross, akik a jelek szerint inkább Flaggnek engedelmeskednek, mint Abagail anyának.
|  | Itt a vége a cselekmény részletezésének! |

## Érdekességek
A Végítélet Stephen King ezidáig leghosszabb műve (A Setét Torony-ciklus kivételével). Az amerikai kemény fedelű első kiadás 1153 oldalt számlál. A regény teljes változata, amely 1990-ben jelent meg eredetiben, bővített változata annak a regénynek, amelyet eredetileg 1978-ban adtak ki. Ez a változat többek között tartalmaz ahhoz a változathoz képest egy új szereplőt, aki nemes egyszerűséggel A Kölyöknek nevezi magát, és néhány olyan jelenetet, amelyet a mű hossza miatt az eredeti regényből ki kellett hagyni.
Az 1978-as kiadás mintegy 400 oldallal rövidebb.
Az amerikai kiadó Stephen King pályafutása elején nem akart felvállalni egy több mint 1000 oldalas könyvet, így az eredeti változat (néhány módosítással) csak azután jelenhetett meg, hogy a szerző világhírnévre tett szert.
A magyar nyelvű kiadás egy és két kötetben is megjelent.

## Magyarul
- Végítélet, 1–2.; ford. Bihari György; Európa, Bp., 2001
- Végítélet; ford. Bihari György; Európa, Bp., 2018

## Filmváltozat
1994-ben négyrészes sorozatot rendezett a műből Mick Garris. Főszereplői: Gary Sinise, Molly Ringwald, Rob Lowe, Matt Frewer